# Chirica
Chirica est l'une des onze paroisses civiles de la municipalité de Caroní dans l'État de Bolívar au Venezuela. Sa capitale est Ciudad Guayana, chef-lieu de la municipalité et conurbation de plusieurs villes dont elle constitue l'une des paroisses à l'est et les quartiers est de San Félix.

## Géographie

### Situation
La paroisse civile est située au centre-est de la municipalité de Caroní.

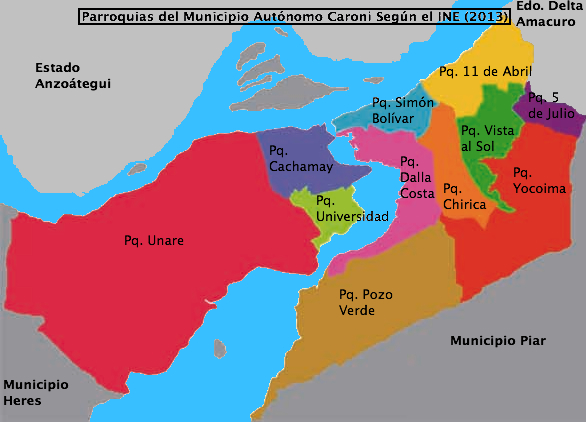
Carte des paroisses civiles de la municipalité de Caroní.

### Démographie
Paroisse urbaine de Ciudad Guayana, Chirica est divisée en plusieurs quartiers de la ville de San Félix :
- 19 de Abril
- 23 de Enero
- Barrio Caroní
- Brisas del Paraíso
- Brisas del Sur
- Buen Retiro
- Chirica Vieja (partagé avec Once de Abril)
- Colinas de Chirica Vieja
- Francisca Duarte
- José Félix Ribas
- Los Clavellinos
- Luis Hurtado Higuera
- Nueva Chirica
- Primero de Mayo
- San José de Chirica
- Vista Alegre

## Santé
En août 2017, la paroisse bénéficie d'une campagne de vaccination infantile, notamment pour le BCG, sous l'impulsion de Luz Bolivar, promoteur social, qui veille à ce que les comités de santé fonctionnent en concertation avec la clinique communale de type II de Vista Alegre.